# フィリッパ・ファン・エフモント
フィリッパ・ファン・エフモント（阿蘭:Filippa van Egmont, 1467年11月9日 - 1547年2月28日）は、ドイツ＝オランダ系のゲルデルン（ヘルレ）公爵家の公女で、ロレーヌ公ルネ2世の2番目の妻。フランス語名はフィリップ・ド・ゲルドル（Philippe de Gueldre）。

## 生涯
ゲルデルン公アドルフとその妻でブルボン公シャルル1世の娘であるカトリーヌの間に双子の片割れとして生まれた。双子の弟カレルはエフモント家最後のゲルデルン公であった。1485年、ロレーヌ公ルネ2世は最初の妻ジャンヌ・ダルクールの不妊を理由として教会に婚姻無効を宣言させた。ルネはロレーヌ公爵家とフランス王家との結びつきを深めるべく、フランス王室の縁者であるフィリッパを新たに妻に迎えることを決めた。2人の婚礼は1485年9月1日にオルレアンで挙行された。
1508年に夫と死別すると、わずか9歳の長男アントワーヌの摂政に就任しようとしたが、公国の等族が反対したため失敗に終わり、後見役の1人の地位に留められた。1509年6月13日、亡夫の妹であるアランソン公爵未亡人マルグリットからマイエンヌ男爵領を買い戻している。1519年12月15日にポンタ＝ムッソンのクララ会女子修道院に入り、亡くなるまで同修道院に住んだ。1538年に弟のカレルが嫡子の無いまま世を去ると、フィリッパは長男アントワーヌにゲルデルン公領の相続権があると主張したが、ゲルデルンは1543年に神聖ローマ皇帝カール5世によってハプスブルク家領ネーデルラント諸州に編入された。
1547年に79歳で死去し、遺骸はナンシーのサン・フランソワ・ド・コルディア教会に葬られた。

## 子女
夫ルネ2世との間に12人の子女をもうけた。
- シャルル（1486年生、夭折）
- フランソワ（1487年）
- アントワーヌ（1489年 - 1544年） - ロレーヌ公
- アンヌ（1490年 - 1491年）
- ニコラ（1493年生、夭折）
- イザベル（1494年 - 1508年）
- クロード（1496年 - 1550年） - ギーズ公
- ジャン（1498年 - 1550年） - 枢機卿、トゥール・メス・ヴェルダン司教
- ルイ（1500年 - 1528年） - ヴェルダン司教、ヴォーデモン伯
- クロード（1502年生、カトリーヌの双子の姉、夭折）
- カトリーヌ（1502年生、クロードの双子の妹、夭折）
- フランソワ（1506年 - 1525年） - ランバス伯、パヴィアの戦いで戦死